# Casey Currie
Pour les articles homonymes, voir Currie.
Pas d'image ? Cliquez ici
Casey Currie, né le 5 décembre 1983 à Anaheim Hills, Californie, est un pilote automobile américain de rallye-raid, vainqueur du Rallye Dakar 2020 en catégorie SSV.

## Biographie
Casey Currie est né dans une famille qui pratique les sports mécaniques ; une lignée forgée par plus de 60 ans d'expérience dans les courses tout-terrain et de style NASCAR. Ayant grandi à Anaheim Hills, en Californie. À l'âge de 5 ans, il pouvait faire des courses de motos et à 16 ans, il sautait au volant de son premier camion de course.

## Palmarès

### Résultats au Rallye Dakar
| Année | Catégorie | Marque | Position  | Victoires d'étapes |
| ----- | --------- | ------ | --------- | ------------------ |
| 2019  | SSV       | Can-Am | 4e        | -                  |
| 2020  | SSV       | Can-Am | Vainqueur | -                  |

### Résultats autres courses
- 2010 : Vainqueur du championnat Pro Light de la série Traxxas TORC (The Off-Road Championship)[3]
- 2017 : Vainqueur du Baja 1000 (Californie), catégorie T4 avec une Jeep Trophy[4]
- 2019 : Vainqueur du Abu Dhabi Desert Challenge catégorie SSV[5]
- 2019 : Vainqueur du Rallye du Maroc catégorie SSV[6]